# Андрюшино (Мошенской район)
Андрю́шино — деревня в Мошенском районе Новгородской области. Входит в состав Долговского сельского поселения.

## География
Андрюшино расположено на грунтовой дороге, ведущей из Крутца в Долгое.

## Население
| 2010 |
| ---- |
| 5    |

В деревне проживает 5 человек. Летом за счет дачников количество проживающих возрастает.
Снабжение продовольствием — автолавка.
Вокруг деревни — лес.
Водятся кабаны, зайцы, бобры.

## Транспорт
Через поселение проходит маршрут Боровичи — Мошенское — Долгое.

## Галерея

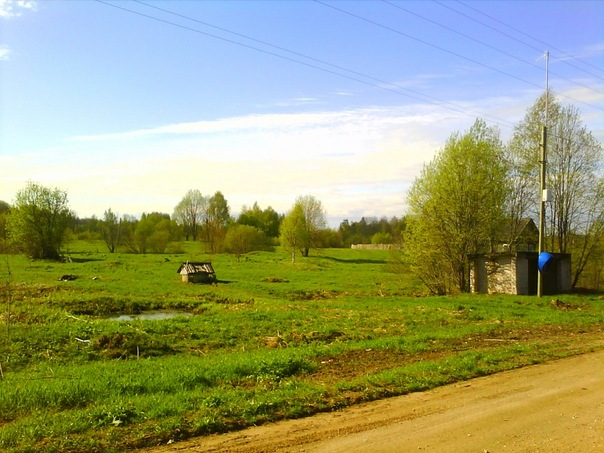
Крытая остановка в д.Андрюшино
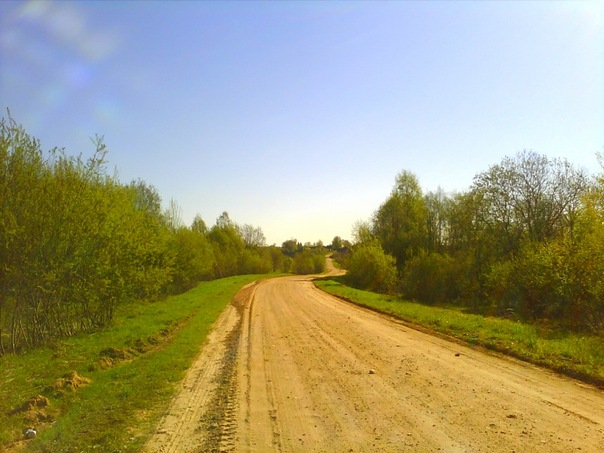
Дорога Крутец-Андрюшино
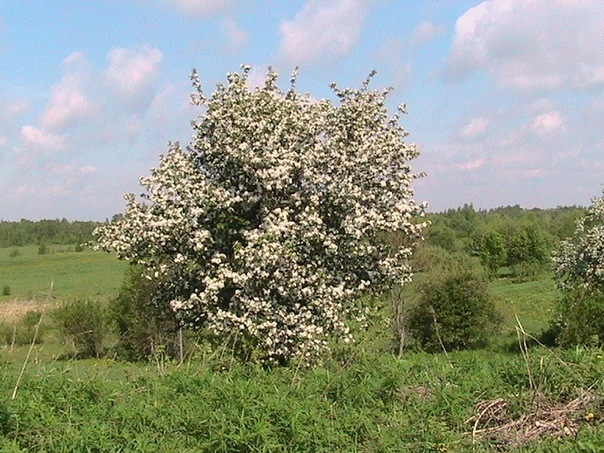
Цветущие дикие яблони в Андрюшино
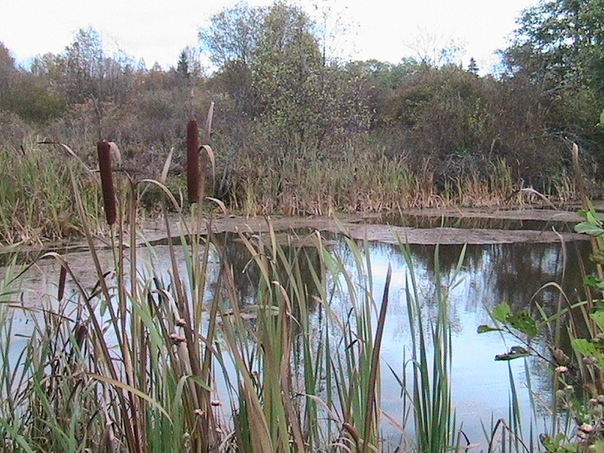
Пруд в д.Андрюшино
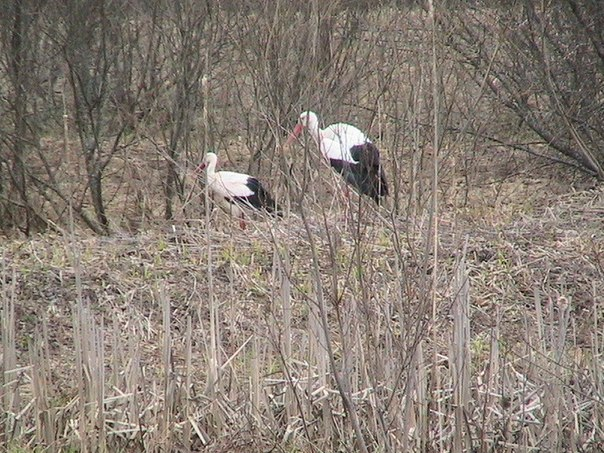
Аисты на пруду в д.Андрюшино